# Diplazium esculentum
Diplazium esculentum är en majbräkenväxtart som först beskrevs av Anders Jahan Retzius och som fick sitt nu gällande namn av Olof Peter Swartz.
Diplazium esculentum ingår i släktet Diplazium och familjen Athyriaceae. Utöver nominatformen finns också underarten Diplazium esculentum pubescens.

## Bildgalleri

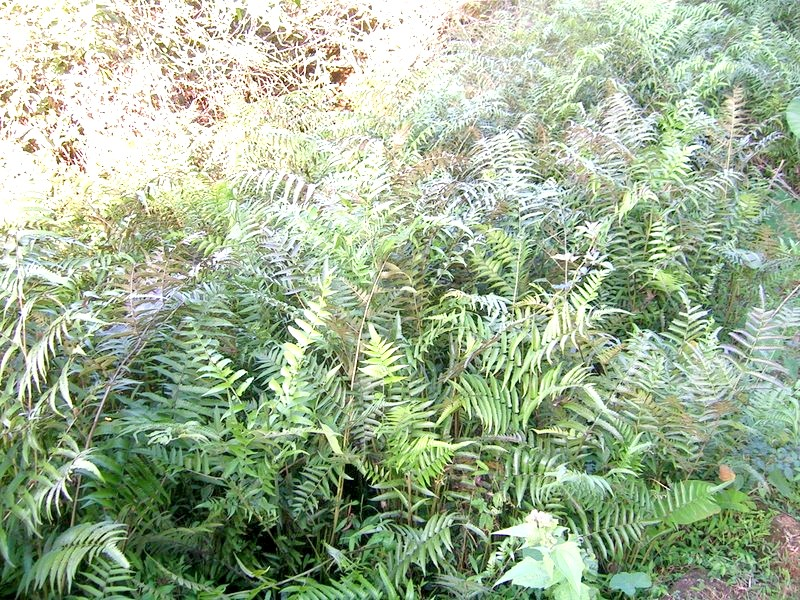
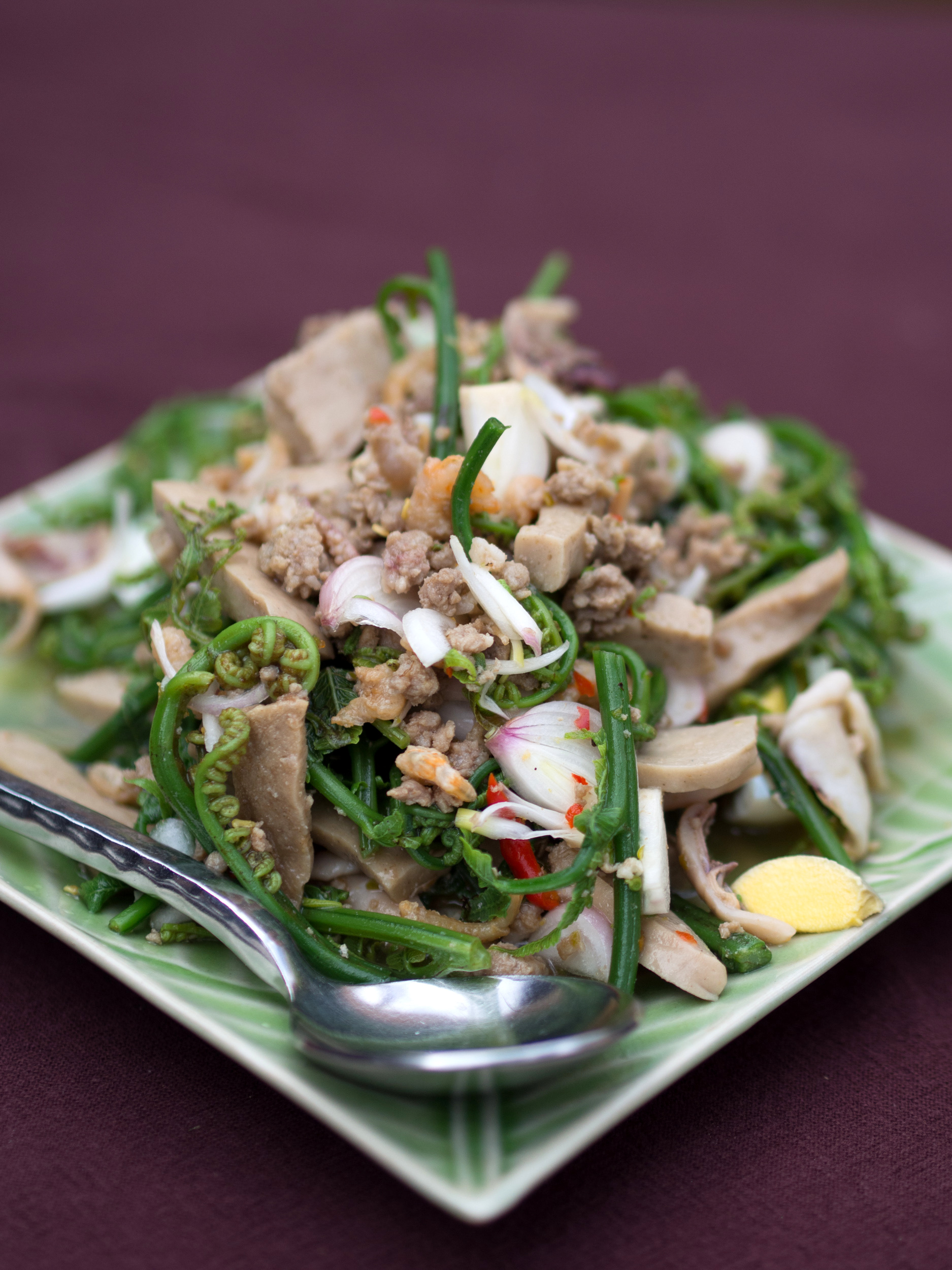